# سانوكي (كاغاوا)
مدينة سانوكي (بالإنجليزية: Sanuki)‏ هي أحد المدن التابعة لمحافظة كاغاوا. تأسست رسميًا في 01/04/2002. ويقدر عدد سكانها بـ 54832 نسمة حسب تقدير مكتب الإحصاء الياباني لعام 2012. تبلغ مساحة سانوكي 158.9 كم2. بكثافة سكانية تبلغ 345 نسمة/كم2.

## توأمة
لسانوكي (كاغاوا) اتفاقيات توأمة مع:
- آيزنشتات

## أعلام
- كادزماسا تاكاجي